# إبراهيم إسماعيل جندريكار
إبراهيم إسماعيل جنديكار كان رئيس وزراء باكستان السادس، لمدة شهرين تقريباً من 17 أكتوبر 1957 إلى 16 ديسمبر 1957 .

## بداية حياته
إبراهيم جنديكار ينتمي للمجتمع الجنديكاري المسلم ولد سنة 1897 في أحمد آباد، وتلقى تعليمه في جامعة بومباي.

## حياته السياسية
ظهر وعرف سياسياً حينما اختاره محمد علي جناح لإدارة فرع الرابطة الإسلامية فرع بومباي في 1937، وأعيد انتخابه كل سنة حتى عام 1949 حينما طُلب من محمد علي جناح رئيس رابطة مسلمي الهند لترشيح من يرى من الرابطة لعظوية الحكومة المؤقتة. كان من بين الخمسة الذين رشّحهم إضافة للياقت علي خان، وخظنفر علي خان .في الحكومة المؤقتة تولى خنديكار وزارة التجارة.
عُين عام 1947 في أول حكومة بعد استقلال باكستان كوزير للتجارة فيها .

## روابط خارجية
- إبراهيم إسماعيل جندريكار على موقع مونزينجر (الألمانية)